# Aron Jóhannsson
Aron Jóhannsson (født 10. november 1990) er en amerikansk/islandsk professionel fodboldspiller, der spiller for den svenske klub Hammarby IF, hvortil han kom i sommeren 2019 fra den tyske klub Werder Bremen. Tidligere har han spillet i AGF, hvor han fik sit gennembrud, da han efter første halvdel af sæsonen 2012-13 lå som delt topscorer i Superligaen sammen med Andreas Cornelius, samt i hollandske AZ Alkmaar. Han spiller hovedsageligt angriber.

## Karriere
Aron Jóhansson er af islandsk afstamning, men født i USA. Han voksede op i Island, hvor han indledte sin karriere, primært i Fjölnir.

### AGF
Jóhannsson spillede for Ungmennafélagið Fjölnir i hjemlandet, inden han skiftede til danske AGF i august 2010. Klubbens fans var ikke nemme at begejstre for den nye spiller, der hurtigt vandt sig det kærligt mente tilnavn "den ukendte islænding". I spøg blev det derfor også besluttet blandt visse fans, at kælenavnet først ville blive pensioneret, når han havde scoret 10 superliga-mål for klubben. I løbet af foråret 2011 fik han mere og mere spilletid på førsteholdet, der på det tidspunkt spillede i 1. division. Hans scorede for første gang for klubben i en udekamp mod Hvidovre IF den 28. april 2011.
Med AGF's indkøb af Søren Larsen i sommeren 2011 blev konkurrencen om startpladserne i angrebet skarpere, og da Larsen ret hurtigt kom i tilstrækkelig form, blev Jóhannsson i en periode degraderet til indskiftningsspiller. Men da Peter Graulund blev alvorligt skadet, var vejen banet for Johannsson, der igen som oftest fik plads fra start i AGF's kampe. Han havde dog problemer med at score, og først i sin femtende superligakamp 7. november 2011 lykkedes det ham at score i den bedste række.
I 2012 fik han for alvor sit gennembrud som målscorer, og Jóhannsson satte den 27. august 2012 rekord med det hurtigst scorede hattrick i Superligaens historie, da han i første halvleg scorede tre mål på 3 minutter og 50 sekunder for AGF mod AC Horsens. AGF vandt kampen 1-4, og Jóhannsson scorede også holdets fjerde mål. Samtidig satte han også rekord for hurtigst scorede 4 mål i Superligaen. Skønt han kun spillede for klubben i efteråret, blev han alligevel topscorer for AGF i sæsonen 2012-13.

### AZ Alkmaar
Som følge af de mange mål i 2012 hos AGF blev han interessant for udenlandske klubber, og 29. januar 2013 blev det officielt, at han skiftede til hollandske AZ Alkmaar. Han scorede sit første mål for den hollandske klub 14. april samme år i en 6-0 sejr over FC Utrecht. Efter to sæsoner her fortsatte han karrieren i Werder Bremen fra august 2015.

### Werder Bremen
Den 5. august 2015 skrev Aron Jóhannsson under på en fireårig kontrakt med Werder Bremen, der bliver rapporteret til en transfersum i omegnen af €5 millioner. Ti dage efter, den 15. august, fik han sin debut da han erstattede Öztunali i det 57. minut i første kamp i sæsonen 1. Fußball-Bundesliga 2015-16. Kampen endte med et hjemmebanenederlag til Werder Bremen på 0-3. Han fik sin første fulde kamp for Werder Bremen en uge senere i anden runde af turneringen, da holdet spillede 1-1 på udebane mod Hertha Berlin. I sin tredje kamp kom han for første gang på måltavlen, da han scorede på straffespark til 1-0 i klubbens 2-1-sejr over Borussia Mönchengladbach.
Senere blev han ramt af flere skader, der gjorde opholdet i den nordtyske klub svær. Han opnåede i fire sæsoner blot 28 bundesligakampe, og Werder Bremen ønskede ved kontraktudløbet ikke at forlænge aftalen.

### Hammarby IF
Kort efter kontraktudløbet i Tyskland underskrev Jóhannsson en treårig kontrakt med svenske Hammarby IF, og i sin første halve sæson i klubben spillede han 10 kampe.

## International karriere
Med sin primært islandske baggrund blev Jóhannsson udtaget til Islands U/21-fodboldlandshold, hvor han spillede 10 kampe og scorede et enkelt mål. Imidlertid betød hans dobbelte landsborgerskab, at han havde muligheden for at vælge at spille på A-landshold også for USA, hvilket han slutteligt valgte i 2013. Han debuterede i venskabskamp mod Bosnien 14. august 2013, og han spillede de følgende par år flere kampe, blandt kampen mod Ghana under slutrunden om VM i fodbold 2014. Han har siden 2016 ikke været udtaget til landsholdet.

## Hæder
- Årets fighter 2011/2012 for AGF.[16]